# Райська алея
Райська алея (англ. Paradise Alley) — американська драма 1978 року.

## Сюжет
Нью-Йорк, 1946 рік. У трьох братів Карбоні — Віктора, Ленні і Космо — одна єдина мрія в житті: вирватися з найбільш кримінального району Нью-Йорка під назвою «Пекельна кухня». Але для цього потрібно вибратись із злиднів, в яких вони живуть вже багато років. Заповзятливий Космо вирішує, що надія заробити багато грошей таки є. Він пропонує Віктору, найсильнішому з них, взяти участь у змаганнях на реслінг-рингу.

## У ролях
- Сільвестр Сталлоне — Космо Карбоні
- Лі Каналіто — Віктор Карбоні
- Арманд Ассанте — Ленні Карбоні
- Френк Макрей — Біг Глорі
- Енн Арчер — Енні
- Кевін Конвей — Стіч
- Террі Фанк — Френкі Брехун
- Джойс Інгаллс — Банчі
- Джо Спінелл — Барп
- Еймі Еклс — Сьюзен Чоу
- Том Вейтс — Мамблес